# Teroristički napad u Bruxellesu (ožujak 2016.)

Teroristički napad u Bruxellesu, dogodio se 22. ožujka 2016. godine. Radi se o koordiniranom terorističkom napadu koji se dogodio na dvije lokacije, u Zračnoj luci Bruxelles koja se nalazi 11 kilometara od centra grada i u podzemnoj željeznici. Treća eksplozija dogodila se nakon dolaska policije, a prilikom iste nitko nije ozljeđen.

## Pozadina
U vrijeme samih napada Belgija je učestvovala u vojnoj intervenciji protiv Islamske države (tijekom građanskog rata u Iraku). 5. listopada 2014. godine belgijski vojni zrakoplov F-16 istočno od Bagdada bacio je prvu bombu na teroriste nanjevši im značajne gubitke. 11. studenog 2015. godine vođa ISIL-a Abu Bakr al-Bagdadi naredio je svojim pristašama da izvedu osvetničke terorističke akte na terotiroju država koje sudjeluju u koaliciji koja se bori protiv ISIL-a. U to je vrijeme oko 440 belgijskih vojnika bilo raspoređeno na terenu Sirije i Iraka. 

## Napadi

### Napad na zračnu luku
Incident se dogodio svega par minuta prije 08:00 sati (UTC+1). Ukupno dvije eksplozije odjeknule su u zračnoj luci prouzročivši ljudske gubitke i materijalnu štetu (prozori, osobne stvari, itd.). Prva bomba je eksplodirala pokraj prijavnog pulta, a druga pored trgovine Starbucks. Prije samog napada svjedoci su čuli povike na arapskom jeziku te pucnjeve iz automatskog oružja (AK-47). Odmah nakon napada zatvorena je zračna luka, a svi letovi za taj dan bili su otkazani.

### Napad na podzemnu željeznicu
Napad se dogodio svega sat vremena nakon napada na zračnu luku (09:11 UTC+1). Meta napada bio je srednji vagon željeznice kojoj je jedna od idućih postaja bila ona ispod središta europske komisije. Rezultat napada je zatvaranje cijelog sustava podzemne željeznice koja prometuje u Bruxellesu.

## Napadači
Napad su izveli braća Kahlid i Ibrahim el-Bakraoui, Najim Laachraoui, neidentificirani muškarac i Mohamed Abrin, koji nije uspio detonirati svoju napravu, te je pobjegao (dan kasnije, odnosno 23. ožujka, uhićen je u predgrađu Anderlechta). Sva tri napadača povezuje se s istom terorističkom čelijom koja je organizirala i izvela teroristički napad u Parizu u studenome 2015. godine. Na sigurnosnim kamerama vide se tri muškarca koja guraju prtljagu (vjeruje se da su u njoj skrivali bombe). Na snimci se također vidi kako jedan od njih na lijevoj ruci nosi rukavicu u kojoj je bio sami detonator.

## Posljedice napada
Službeno je potvrđen broj od 38 poginulih osobe (od toga najmanje 13 u Zračnoj luci Bruxelles te najmanje 21 u podzemnoj željeznici). Teško ili lakše ranjeno je najmanje 330 osoba (najmanje 90 u zračnoj luci i najmanje 220 u podzemnoj željeznici). Među žrtvama je velik broj različitih nacionalnosti (40), pa je sama identifikacija tekla sporo. Nakon napada usljedile su brojne policijske racije u samom gradu i izvan njega.

## Odgovornost za napad
Za ovaj teroristički čin odgovornost je preuzela tzv. Islamska država.

## Događaji nakon napada
- Nakon napada uslijedio je niz policijskih racija u Bruxellesu i Anderlechtu.[13]
- 24. ožujka u gradu Charleroi ubijen zaštitar nuklearne eletrane (ukradena mu propusnica za pristup nuklearnoj elektrani).[14]
- U bolnicama su od posljedica ozljeda preminule još četiri osobe prethodno ozljeđene u napadu.[15]

## Međunarodne reakcije
- Argentina: Predsjednik Mauricio Macri osudio je napade rekavši: „oštro osuđujem ove krvave napade i obećavam našu predanost u borbi protiv terorizma”.[16]
- Armenija: Predsjednik Serzh Sargsyan izrazio je sućut i izjavio : „Armenija snažno osuđuje svaki teroristički čin te se zalaže za doprinos međunarodnoj borbi protiv tog zla”.[17]
- Australija: Premijer Malcolm Turnbull rekao je da je duboko zabrinut zbog napada u Bruxellesu, te dodao: „cijela Australija misli i moli za Belgijance.”[18]
- Bosna i Hercegovina: Premijer Fadil Novalić rekao je: „Bruxelles, kao sjedište Europske unije, nije slučajno odabran kao meta ovog užasnog terorističkog čina. To nije samo napad na Belgiju i Belgijance, već na ideju zajedničke, civilizirane, slobodne Europe. Ovaj napad mora nas još više ujediniti u borbi protiv terorizma kao globalnog i sveprisutnog zla.” U ime cijele države poslao je telegram u belgijsko veleposlanstvo u BiH.[19]
- Brazil: Brazilska vlada izrazila je solidarnost s obiteljima žrtava i vladi Belgije, te ponavlja svoju čvrsto uvjerenje da svaki teroristički čin zaslužuje jednoglasnu osudu međunarodne zajednice, bez obzira na motive istog.[20]
- EU: Predsjednik Europskog vijeća Donald Tusk izrazio je svoje mišljenje o napadima: „još jedan udarac od strane terorista, koji su u službi mržnje i nasilja”.[21]
- Francuska: Predsjednik François Hollande rekao je kako je ovaj napad zapravo napad na cijelu Europu. Francuska će se i dalje svim silama nastaviti boriti protiv terorizma.[22]
- Hrvatska: Premijer Tihomir Orešković oštro je osudio ovaj teroristički čin, te izjavio kako ovaj napad nije samo napad na Belgiju nego napad na cijelu Europu i na sve zemlje koje se bore protiv terorizma.[23]
- Italija: Premijer Matteo Renzi kaže: „mislim i molim za belgijski narod, te izražavam sućut obiteljima poginulih.”[24]
- Island: Ministar vanjskih poslova Gunnar Bragi Sveinsson rekao je kako je zahvalan što niti jedan islanđanin nije stradao u ovon terorističkom činu.[25]
- Japan: Premijer Shinzo Abe izrazio je ogorčenje i šok zbog poginulih u bombaškim napadima, govoreći: „Terorizam se ne može tolerirati”.[26]
- Kanada: Premijer Justin Trudeau osuđuje napad u Bruxellesu i izražava solidarnost s Belgijom i Europskom unijom.[27]
- Nizozemska: Premijer Mark Rutte rekao je:  „Belgija je ponovno pogođean kukavičkim i ubojitim napadom. Nizozemska je spremna pomoći i podržati naše susjede na bilo koji mogući način.”[28]
- Norveška: Premijer Erna Solberg rekao je: „ovi napadi su okrutni. Ove napade oštro osuđujemo, a naše misli su usmjerene prema obiteljima stradalih.”[29]
- Njemačka: Predsjednik Joachim Gauck izrazio je sućut poginulima i napisao službeno pismo u kojem stoji: „moramo zajedno braniti lice pravde i demokracije.”[30]
- Rumunjska: Premijer Dacian Cioloș izjavio je da je šokiran samim napadom i izrazio je suosjećanje svim žrtvama i obiteljima poginulih.”[31]
- Rusija: Premijer Dmitrij Medvedev rekao je da ovaj napad pokazuje nedostatke suradnje i kako postoji sve veća potreba za međunarodnom suradnjom u borbi protiv terorizma.[32]
- SAD: Predsjednik Barack Obama izjavio je da je cijeli SAD uz Europu u molitvama i mislima, te kaže kako će SAD učiniti sve da pravda dođe na vidjelo.[33]
- Srbija: Premijer Aleksandar Vučić izjavio je da je ono što se dogodilo u Bruxellesu katastrofa kao i da je užasnut tim događajima, ali da vjeruje da će Europa i svijet uspjeti naći najbolji odgovor na terorističke napade.[34]
- Švedska: Premijer Stefan Löfven rekao je: „smatramo da je ovo napado na demokratsku Europu. Ovakve činove treba najstrože sankcionirati”.[35]
- Turska: Premijer Ahmet Davutoğlu kaže: „Oštro osuđujem ovaj napad, napad koji pokazuje pravo lice terora i terorizma. Moramo ostati ujedinjeni u borbi protiv istog.”[36]
- Ujedinjeno Kraljevstvo: Premijer David Cameron kaže da je cijela zemlja šokirana ovim napadom te da će poduzeti sve potrebne mjere da pomognu Belgiji.[37]
- Ukrajina: Predsjednik Petro Porošenko izjavio je: „Šokiran sam ovim ubojitim napadom koji se dogodio u samom srcu Europe. Suosjećam s obiteljima stradalih. Moramo zajedno zaustaviti terorizam.”[38]
- Vatikan: Papa Franjo kaže: „osuđujem ovo nasilje koje donosi obilje patnje i žalosti. Bože podari mir Belgijancima”.[39]